# Gurs
Gurs é uma comuna francesa na região administrativa da Nova Aquitânia, no departamento dos Pirenéus Atlânticos. Estende-se por uma área de 10,89 km². Em 2010 a comuna tinha 431 habitantes (densidade: 39,6 hab./km²).